# ديجيمون وورلد داتا سكواد
ديجيمون وورلد داتا سكواد (بالإنجليزية: Digimon World Data Squad)‏ هي لعبة فيديو من نوع أكشن-مغامرات، صدرت في 30 نوفمبر 2006، وهي متوفرة على أجهزة بلاي ستيشن 2. اللعبة من تطوير بانداي نامكو إنترتينمنت ومن نشر بانداي نامكو إنترتينمنت.

## وصلات خارجية
- ديجيمون وورلد داتا سكواد على موقع IMDb (الإنجليزية)

- الموقع الرسمي